# Poppler
Poppler ist eine freie Programmbibliothek für Unix-ähnliche Betriebssysteme zur Anzeige von PDF-Dateien.
Es wird von freedesktop.org als freie Software unter der Version 2 der GNU General Public License (GPL) in der Programmiersprache C++ entwickelt.
Es kann Cairo für die Darstellung benutzen, was dank dessen Unabhängigkeit von X die Portabilität erhöht; sonst wird Splash verwendet oder es kann alternativ auch das Qt4-basierte Arthur eingesetzt werden. Es basiert auf dem Code von Xpdf in der Version 3. Entwicklungsziel ist unter anderem die leichte Verwendbarkeit in anderen Programmen. Entgegen seinem Mutterprojekt setzt Poppler nicht auf Plattformunabhängigkeit, sondern stattdessen auf gute Integration mit Unix-Betriebssystemen.
Es wird als Backend für die PDF-Darstellungsfunktionen zahlreicher Softwareprodukte genutzt und kann von Xpdf eingesetzt werden. Die Programme Evince (Gnome) und Okular (KDE 4) basieren auf Poppler und versuchen, Xpdf abzulösen. Der OS/2- bzw. eComStation-Dokumentenbetrachter Lucide nutzt für die Darstellung von PDF-Dateien Poppler. Auch die Windows-Software Sumatra PDF nutzte bis zur Version 0.8.1 Poppler, wechselte jedoch zu MuPDF.

## Poppler Frontends
| Name                     | Adresse              |
| gLib                     | in Poppler enthalten |
| Qt                       | in Poppler enthalten |
| Qt4                      | in Poppler enthalten |
| PopplerKit GNUStep/Cocoa | Svn                  |

## PDF-Reader, die Poppler nutzen
Viele freie Programme nutzen Poppler, um PDF-Dokumente zu rendern.
| Anwendung | Externer Link      | Graphisches Toolkit        |
| --------- | ------------------ | -------------------------- |
| Evince    | Homepage           | GTK+                       |
| Okular    | Homepage           | Qt                         |
| ePDFView  | Homepage           | GTK+ (Projekt eingestellt) |
| TeXworks  | Homepage           | Qt                         |
| TeXstudio | Homepage           | Qt                         |
| LocoPDF   | Homepage           |                            |
| Xournal   | Homepage           | GTK+                       |
| Inkscape  | PDF import details | GTK+                       |
| qpdfview  | Homepage           | Qt                         |

## Geschichte
Poppler entstand als Abspaltung von Xpdf unter anderem als Reaktion auf Kritikpunkte, die an Xpdf bestanden.
Der Name entstammt der Science-Fiction-Zeichentrickserie Futurama, in der in Episode 15 der zweiten Staffel (The Problem with Popplers, deutsch Kennen Sie Popplers?) die außerirdischen Wesen der „Popplers“ entdeckt werden.